# 新SD GUNDAM外傳 黃金神話
新SD高達外傳 黃金神話是SD高達外傳第六作，以「機動武鬥傳G高達」為主要角色藍本。本作最大特色，是出現於各章的超越之龍，與黃金龍結合成巨大黃金神。（同年於SD戰國傳 超機動大將軍編中出現的「超機動大將軍」，組合方式同樣是將SD角色結合MS機身。）
本作的藍本是來自戰士高迪安以及魔神英雄傳。

## 故事簡要
太陽的戰神機
某日名叫コロナ・ノバ的地方上空，太陽突然發生異常膨脹，令地上變成一片灼熱地獄，於是超越之龍以自己的生命將大地淨化，同時將剩餘力量名為「黃金魂」，分予十名被選中的勇者。為了守護地上人民、對抗惡魔，騎士多蒙(騎士ドモン)與騎士閃光高達(騎士シャインガンダム)，開始踏上尋找黃金魂繼承者之旅。數個月後，之前被超越之龍消滅的惡魔再次出現，以魔龍機デビルドラグーン為首的デスペリオル族，開始進行被挑選者的屠殺行動，並將矛頭指向拉古羅亞王國。多蒙與閃光高達、格鬥家龍高達(格闘家ドラゴン)與代師範蔡采獅(サイサイ)，以黃金魂力量，終於召喚出戦神機キングオブハート與竜神機クラブオンエース。
被選中的勇者
閃光高達一行人為尋找其餘成員繼續旅程，終於在デスペリオル族侵襲的ミリティア王国中，發現闘士マックス、劍士玫瑰高達(剣士ローズ)並成為同伴。期間多蒙更在修煉場，獲得法術士シュピーゲル的指引，指出真正的對手，其實來自自己。
另一方面，多蒙等人前往最後一位被選中的勇者、也是魔龍機居城「ゼクト城」，更遇到已被操縱的重戦士ボルト。
撒夫魯(シャッフル)的勇者
經過眾人努力，終令重戦士ボルト回復本心並加入為同伴，在全員集合之下，魔龍機終於被擊倒，卻同時令他們得悉デスペリオル真正的支配者、暗黑卿尊者高達(暗黒卿マスターガンダム)的陰謀，於是一行人又再次火速趕到拉古羅亞。暗黑卿在「機兵之谷」中，令暴竜カイザーワイバーン再次復活，同時率領屬下三魔卿對十名勇者猛攻。在窮地之中，眾人的黃金魂發揮力量，成為「撒夫魯騎士團」。
閃光的黃金神
與暴龍融為一體的閃光高達，將暗黑卿擊退。而暗黒神デビルスペリオル亦在此時復活，並逐步吸收生命能量，為阻止其蠶食世界，閃光高達進化為「太陽騎士神高達」(太陽騎士ゴッドガンダム)與之對抗。

## 主要人物

### 新生撒夫魯騎士團
繼承超越之龍靈魂的五名人類及五名MS族成員，成為五對彼此性格相反的組合，擁有名為「ユナイト」的特殊能力，令MS族變成由人類操縱的機兵。

騎士閃光高達/裝光騎士キングシャイン/超光騎士バトルシャイン(騎士シャインガンダム/装光騎士<パワードナイト>キングシャイン/超光騎士<ハイパーナイト>バトルシャイン(SHINING GUNDAM))—元祖SD.0063
愛好喧嘩熱鬧的騎士，奉行與自己利益無關而不為的利己主義。漫畫版中則有著冷淡的性格，以拉古羅亞被殺士兵的劍為武器，對於騎士的身份相當驕傲。最初以多蒙未夠成熟而輕視他，後來在絕地中，多蒙發揮真正力量，才獲得他承認為拍檔。
騎士閃光高達的組合方式，是先與機兵超光騎士結合，變成裝光騎士頭部，同時座駕裝光機變成身體，兩者結合而成為戰神機。合體原理是來自「變形金剛 頭領戰士」。
騎士多蒙(騎士ドモン)
拉古羅亞騎士團成員。漫畫版中有生氣時會彈手指的習慣，對閃光高達的冷淡個性曾一度反感。最後在了解加深後，才對他寄以拍檔的信賴。
武鬥家龍高達(武闘家ドラゴンガンダム（Dragon Gundam）)
繼承東方武術、ジョンウ王国的武鬥家。
師範代蔡采獅(師範代サイサイ)
龍高達的弟子。
劍士玫瑰高達(剣士ローズガンダム（Rose Gundam）)
メビウス共和國的劍士。
剣士佐治(ジョルジュ)
メビウス共和國的劍士。
鬥士美國之星高達(闘士マックスガンダム、Gundam Maxter）
カービィ王國的鬥士。
訓練士卓波迪(チボデー)
美國之星的同伴。
重戰士金剛石高達（重戰士ボルトガンダム、Bolt Gundam）
被控制面加入デスペリオル族的戰士，在戰士阿爾戈的呼喚下才再次覺醒。漫畫版中是出賊出身，原本仕奉ミリティア王國、後來才成為デスペリオル族成員。與阿爾戈猶如親人一樣密切。
戰士阿爾戈(アルゴ)
ミリティア王國的戰士。

### デスペリオル族
暗黑卿尊者高達/マスターガンダム
魔馬風雲再起/風雲再起

#### 異能戰士
獲得魔龍機惡魔龍騎兵邪惡力量的異能戰士，成員全部以美國英雄漫畫、以及X-Men角色為藍本。
異能戰士RF老虎(異能戦士RFグ)/RF Gouf + 蜘蛛俠
異能戰士之一，行動敏捷，可操縱黏性極強、用途廣泛的蜘蛛絲攻擊
異能戰士突擊亞克托．德卡(異能戦士ストライクギラドーガ)異能戦士ストライクギラドーガ)/亞克托．德卡+石頭人
異能戰士葛索拿(異能戦士ゴッゾーラ)/ 葛索拿+狼人
異能戰士野蒜夏克(異能戦士ノビルシャッコー)/夏克+神奇先生
異能戰士圓珠佐利迪克(異能戦士オプトゾリティア)/佐利迪克+鐳射眼
異能戰士Ice Bomber(異能戦士アイスボマー)/伊弗利特+冰凍人
異能戰士野獸戰蟹(異能戦士ワイルドゴッグ)/戰蟹+劍齒虎
異能戰士戰槌格魯古古(異能戦士ハンマーゲルググ)/格魯古古+雷神奇俠

### 天界
S超越之龍(Sスペリオルドラゴン)/暗黑神惡魔超越之龍(暗黑神デビルスペリオル)/黃金神超級凱撒(黃金神スペリオルカイザー)元祖0074
騎士世界的神明，為阻止太陽膨漲而犧牲性命，後來在暗黑卿力量下，以暗黑神姿態再次復活，在撒夫魯騎士團的努力下，而得到解放，再生成「黃金神超級凱撒」。